# Bundesgartenschau 1981
Die Bundesgartenschau 1981 fand vom 30. April bis zum 18. Oktober 1981 in Kassel statt. Thema der Schau war Das verändernde Verhältnis des Menschen zu seiner natürlichen Umwelt – vom rücksichtslosen Ausbeuter zum behutsamen Gestalter.

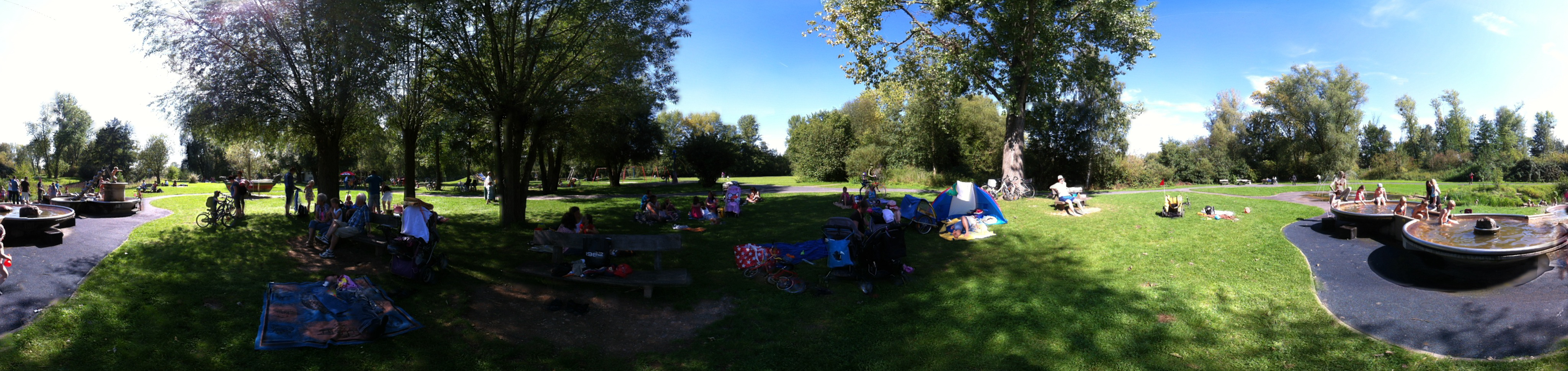
Auespielplatz in der 1981 als BUGA-Gelände genutzten Fuldaaue (2011)

## Vorgeschichte
Die Bundesgartenschau 1981 war die zweite Bundesgartenschau, die in Kassel stattfand. Schon die Bundesgartenschau 1955 hatte die Karlsaue genutzt. Die Bundesgartenschau 1981 nutzte darüber hinaus die dafür neu erschlossene Fuldaaue. 1976 fiel der städtische Beschluss, die Bundesgartenschau 1981 auszurichten. Dazu wurde eine Bundesgartenschau 1981 Kassel GmbH gegründet.
Hinsichtlich der Karlsaue verfolgten deren Eigentümerin, das Land Hessen, vertreten durch die Verwaltung der Staatlichen Schlösser und Gärten Hessen (VSG), und die Stadt Kassel entgegengesetzte Vorstellungen: Die VSG wollte unter denkmalpflegerischen Gesichtspunkten die Karlsaue barock rekonstruieren, die Stadt betrachtete die Fläche – entgegen den Eigentumsverhältnissen – als Stadtpark.
Die Fuldaaue als Freizeitgelände für die Stadt zu nutzen, befand sich schon seit Anfang der 1960er Jahre in Diskussion, scheiterte aber zunächst an konkurrierenden Ansprüchen der Landwirtschaft. Hier war aber auch schon vor dem Zweiten Weltkrieg Kies abgebaut worden.

## Vorbereitung

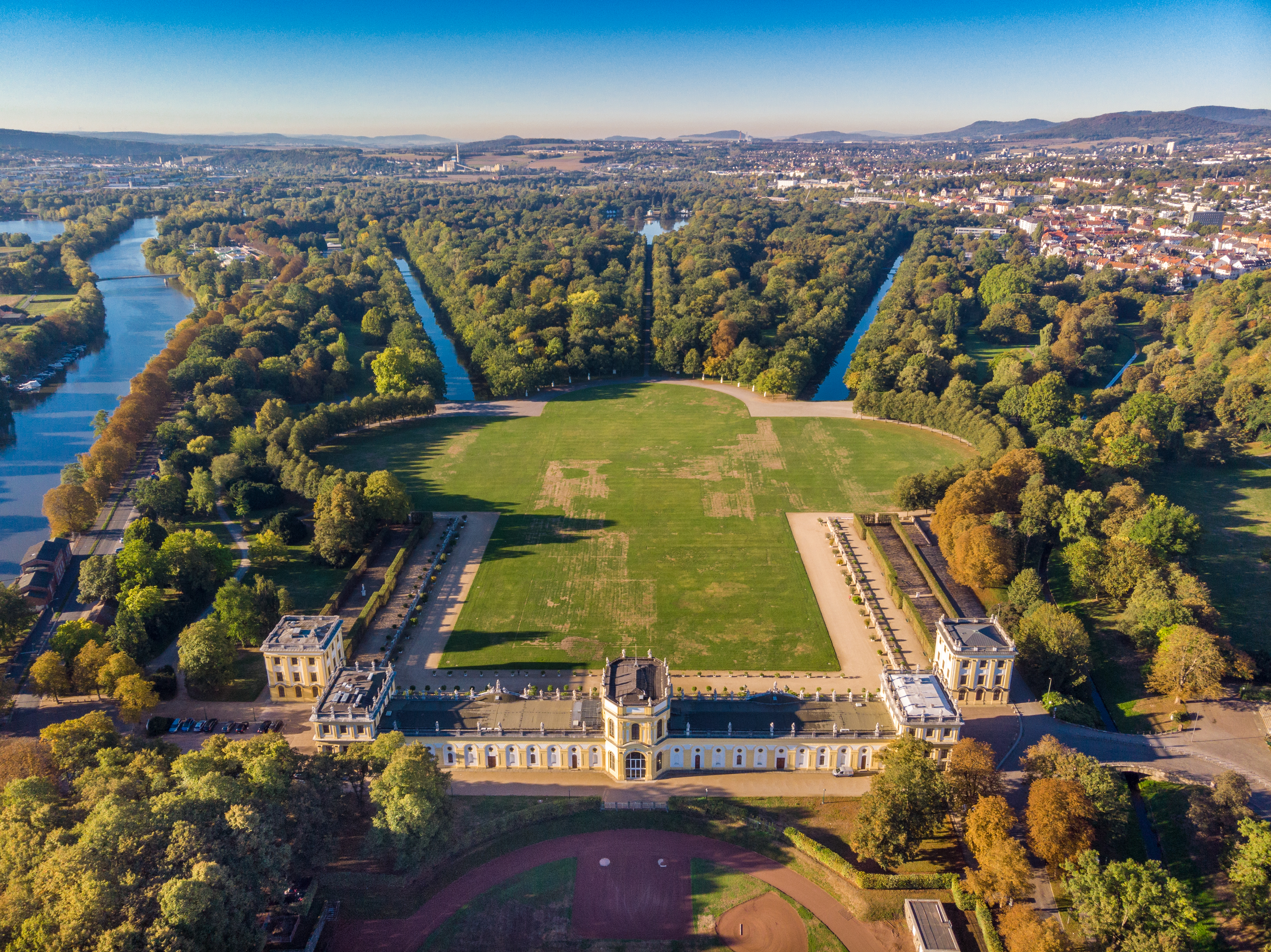
Die Karlsaue, 1981 Ausstellungsgelände, mit der dafür wiederaufgebauten Orangerie

Es begann mit einem Wettbewerb zur Gestaltung des Geländes, zu dem fünf Beiträge eingingen. Ein erster Preis wurde aber nicht vergeben. Den Auftrag erhielt der Landschaftsarchitekt Wolfgang Miller.
In Vorbereitung auf die Bundesgartenschau 1981 wurde der Kiesabbau in der Fuldaaue fortgesetzt und es entstand ab dem Ende der 1960er Jahre eine Seenlandschaft, die gleichermaßen den Anforderungen an Freizeit wie auch an Natur- und Hochwasserschutz gerecht wurde.
Der Konflikt zwischen VSG und Stadt um die Karlsaue wurde dadurch gelöst, dass die Karlsaue für die Bundesgartenschau 1981 saniert wurde, vor allem die Wege und Uferbefestigungen. Umfangreich waren die Baumpflegearbeiten. Die Orangerie, für die Bundesgartenschau 1955 nur provisorisch wieder hergerichtet, war wieder aufgebaut worden, äußerlich in den Formen des 18. Jahrhunderts, und das Gartenparterre vor der Orangerie wurde barock rekonstruiert. Die für eine Gartenschau notwendigen Ausstellungsflächen und -hallen wurden dagegen in der Fuldaaue untergebracht.

## Die Gartenschau
Die Bundesgartenschau 1981 zählte 5,5 Mio. Besucher in den 172 Tagen, an denen sie der Öffentlichkeit zugänglich war.

### Gärtnerische Gestaltung
Die Ausstellungsfläche hatte einen Umfang von 235 ha Die Karlsaue, gärtnerisch intensiver durchgestaltet als die Fuldaaue, erwies sich für die Besucher als der attraktivere Teil der Ausstellung. Hier entstanden 18 Themengärten.

### Parkeisenbahn
Zur Erschließung der Bundesgartenschau wurde als Rundkurs eine Parkeisenbahn verlegt, mit der die beiden Ausstellungsflächen, Fuldaaue und Karlsaue, über zwei die Fulda querende Brücken verbunden wurden. Zum Einsatz kamen zehn in den USA bei Chance Rides gebaute Loks, die einen Ford-Dieselmotor als Antrieb hatten und äußerlich der C.P. Huntington, einer Dampflok der Southern Pacific, nachempfunden waren. Obwohl die Bahn von den Besuchern sehr gut angenommen wurde, musste sie mit dem Ende der Bundesgartenschau wieder abgebaut werden. Sie störte das Konzept der VSG, die die Karlsaue denkmalpflegerisch-historisierend gestalten wollte. Die Fahrzeuge wurden u. a. an den Heide-Park Soltau und den Freizeitpark Jaderberg bei Wilhelmshaven verkauft.

## Nachwirkungen
Die Einbauten für die Ausstellung in der Karlsaue wurden, soweit es sich nicht um denkmalpflegerische Rekonstruktionen handelte, weitgehend wieder zurückgebaut, so dass von der Bundesgartenschau 1981 dort nichts mehr zu sehen ist. Das zog sich bis in den Herbst 1982 hin. Die Fuldaaue dagegen präsentiert sich weiter so, wie sie damals für die Ausstellung hergerichtet wurde. Sie ist heute ein für Sport und Erholung vielgenutzter Freiraum.

## Wissenswert
Karlsaue und Fuldaaue bilden eine der größten innerstädtischen Parkanlagen in ganz Deutschland.
Zwei Kiesseen in der Fuldaaue trugen nach der Bundesgartenschau 1981 die volkstümliche Bezeichnung „Buga“.